# Волошин Петро Олексійович
Волошин Петро Олексійович (нар. 27 лютого 1967, Київ) — український художник, колекціонер, антиквар та реставратор.
Народився у старій київській родині Волошиних та відомого українського художника Василя Дмитровича Чегодара (1918—1989). Рідний дядько — Волошин Анатолій Петрович — український спортивний журналіст, літератор, Член спілки журналістів України, автор більш ніж 20 книжок з історії спорту та чисельний статей. Дружина — Волошина Катерина — музикознавець (закінчила НМАУ) та мистецтвознавець (закінчила НАОМА). Має двох синів: Волошин Олексій (актор театру та кіно), Волошин Василь (дошкільник).

## Біографія
З 10-річного віку почалася професійна освіта. У 1986 р. закінчив Республіканську художню середню школу ім. Т. Г. Шевченка (РХСШ). Вчителі з фаху — Д. Бондаренко, Ю. Золотов, С. Кашинський, Ю. Кутилов, Ж. Кравченко. Декілька років перед вступом до художнього інституту займався у Віктора Зарецького. З 1986 до 1988 року працював як художник-оформлювач у «Міськоформленні» (м .Київ).
У 1995 році став випускником Української академії мистецтв (1988—1995). Вчителі з фаху — В. Будніков,
О. Белянський, А. Бєляєв. Закінчив реставраційний факультет, але протягом навчання постійно займався живописом, який і став його пріоритетом після інституту.
У 2008 році став членом Спілки журналістів України.

## Творчість
Працює переважно у галузі станкового живопису, хоча створює й графічні та монументальні твори.
Провідні жанри — натюрморт, пейзаж.
Як живописець зазнав значного впливу свого діда, Василя Чегодара, який, став його головним вчителем.
До 2014 року художник створював різнохарактерні роботи — від традиційних натюрмортів, портретів до більш стилізованих геометричних композицій. Починаюсь з 2014 року, коли художник взявся за створення серії пейзажних мініатюр, живописна манера значною мірою змінилася. Мазки стали більш пастозними, експресивними, а поєднання кольорів складнішим та напруженішим.
Окрему сторінку творчості займають еротичні жіночі образи, які відрізняються тяжінням до експресіонізму.
Працював над монументальними проектами. Разом з народним художником О. Белянським розписав живописне панно у Будинок письменників (по вул. Коцюбинського, площа панно 200 м2). У 2014 році розписував дзвіницю храму св. Петра і Павла в Берковцях (образи Апостолів Петра і Павла, святих Тарасія та Ксенії). Разом з українським художником-монументалістом Олексієм Григоровим працював над образами Миколаївської церкви по вул. Академіка Глушка у Києві (12 зовнішніх ікон).
У 1990-х роках займався художнім оформленням вітрин та вивісок київських крамниць. Саме його проекти у столиці стали одними з кращих та найцікавіших на той час.
Протягом усього життя займався колекціонуванням творів мистецтва та антикваріатом. Після закінчення реставраційного факультету систематично займався експертною оцінкою творів мистецтва. Працював певний час у закритому антикварному клубі «Світовид». В рамках діяльності клубу організовував виставки та аукціони.
Упорядник сімейного архіву та спадщини Василя Чегодара. Організатор ряду його виставок та популяризатор творчості.
Бере участь у виставках сучасного українського мистецтва та благодійних аукціонах («Мистецтво миру» (2014, Київ), «Мистецтво перемоги» (2022, Ужгород).